# Alfons IV d’Este

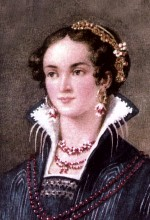
Laura Martinozzi, żona Alfonsa

Alfons IV d’Este, Alfonso IV d’Este (ur. 2 lutego 1634, zm. 16 lipca 1662) – książę Modeny i Reggio od 1658 do swojej śmierci.

## Życiorys
Był najstarszym synem księcia Franciszka I i jego pierwszej żony – Marii Katarzyny, córki Ranuccio I Farnese. Księciem Modeny i Reggio został w 1658, po śmierci swojego ojca na malarię.
W 1655 Alfons poślubił Laurę Martinozzi, córkę Girolamo Martinozziego i Laury Mazzarini, pochodzących z włoskiej szlachty. Laura Martinozzi była siostrzenicą samego kardynała Jules’a Mazarina. Małżeństwo to miało wzmocnić sojusz Francji z Modeną. Para miała troje dzieci:
- Francesco (1657-1658)
- Marię Beatrice d’Este (1658−1718), królową Anglii i Szkocji (żona Jakuba II Stuarta),
- Francesco II (1660−1694), księcia Modeny.

W 1659 zakończyła się wojna francusko-hiszpańska, w której czynny udział brał ojciec Alfonsa. Modena za swoje zaangażowanie i wspieranie Francji została nagrodzona miastem Correggio.
Alfons miał bardzo słabe zdrowie i cierpiał na podagrę i gruźlicę. Zmarł młodo, po zaledwie 4 latach rządów. Rządy odziedziczył po nim jego jedyny syn Franciszek. Miał on wówczas dwa lata, regentką została więc Laura Martinozzi.